# Karol Czubak
Karol Czubak (ur. 25 stycznia 2000 w Słupsku) – polski piłkarz, występujący na pozycji napastnika, od 2025 r. zawodnik Motoru Lublin.

## Kariera
Wychowanek Sparty Sycewice, grał także w juniorach Bałtyku Koszalin i Jantaru Ustka. Dwukrotny reprezentant Polski U-20 podczas spotkania ze Szwajcarią w Turnieju Ośmiu Narodów U20 i meczu towarzyskim z Norwegią, w którym zaliczył asystę. Za czasów gry w Jantarze, pojechał na testy do FC Barcelony. W 2016 r., grając w jeszcze w juniorach Jantaru, zdobył Wicemistrzostwo Polski U-16 w futsalu, zostając królem strzelców. W grudniu tego samego roku, pojechał na testy do Zagłębia Lubin. W sezonie 2017/18 w słupskiej klasie okręgowej strzelił 46 bramek. Po sezonie, pojechał na obóz przygotowawczy Śląska Wrocław, ale ostatecznie Ekstraklasowy klub się na niego nie zdecydował. W następnym sezonie w 33 meczach zdobył 23 gole. 
Po sezonie dołączył do drugoligowej Bytovii Bytów, z którą zagrał w przegranym po konkursie rzutów karnych z Resovią Rzeszów meczu barażowym o awans do I ligi. W sierpniu 2020 został sprowadzony do Widzewa Łódź, w którym zagrał jeden sezon, strzelając 2 gole w 17 meczach. Latem 2021 rozwiązał kontrakt w Łodzi i dołączył do Arki Gdynia. Po pierwszym sezonie, z dorobkiem 12 bramek, został piątym najskuteczniejszym strzelcem w I lidze. W sezonie 2022/23 został królem strzelców I ligi z 21 bramkami na koncie.
29 stycznia 2025 został zawodnikiem belgijskiego KV Kortrijk, z którym w 2024/25 spadł z Jupiler Pro League.
25 czerwca 2025 został zawodnikiem Motoru Lublin, z którym podpisał dwuletni kontrakt, z opcją przedłużenia o dwa lata.

## Sukcesy
- Król strzelców I ligi: 2022/23 (21 goli)